# Digital Audio Broadcasting in Deutschland

Logo Digital Audio Broadcasting

Logo Digital Radio für Radioübertragung nach DAB-Standard

Logo Digitalradio für DAB+ mit dem Schriftzug „Radio der Zukunft“

Dieser Artikel beschreibt das Digital Audio Broadcasting (DAB) speziell in Deutschland, für allgemeingültige Informationen siehe: Digitalradio.
Das erste DAB-System wurde in den Jahren 1987 bis 2000 in der EU mit dem verlustbehafteten Datenkompressionsverfahren MUSICAM entwickelt. In Deutschland nahmen die Sender ab 1999 den Regelbetrieb auf. Ab 2001 wurde der Begriff Digital Radio eingeführt und ein orangefarbenes Logo kreiert. Zusammen mit dem Neustart DAB+ im August 2011 wurde die getrennte Schreibweise ersetzt durch die neue Schreibung in einem Wort; auch das Logo wurde abgelöst. Dieser Schritt ist insofern etwas problematisch, als Digitalradio gleichzeitig ein Oberbegriff für unterschiedliche digitale Übertragungswege von Hörfunk ist, der beispielsweise auch Internetradio, Radio über Digital Video Broadcasting (DVB) und Digital Radio Mondiale (DRM) umfasst.
Aufgrund fehlender Marktdurchdringung in Deutschland wurden ab August 2011 die ersten DAB-Sender sukzessive abgeschaltet und auf das dazu inkompatible DAB+ umgerüstet, das zwar mehr Hörfunkprogramme („DAB-Ensemble“) auf einer T-DAB-Frequenz erlaubt, wegen des anderen Audio-Codecs MPEG-4 High Efficiency Advanced Audio Coding (HE-AAC v2) aber auch neue Geräte nötig machte. Bisher konnte sich bei den Empfangswegen DAB+ mit 16 % technischer Reichweite (inklusive Mehrfachempfang) gegenüber dem herkömmlichen UKW-Rundfunk mit 93 % nicht durchsetzen (Stand Juli 2018). Der niedersächsische Landtag hat daher auf einstimmigen Beschluss im Juni 2019 die finanzielle Förderung von DAB+ eingestellt und die Landesregierung aufgefordert, auf die Beendigung der Ausstrahlung hinzuwirken.
Im Oktober 2019 hat der Bundestag beschlossen, dass alle ab dem 21. Dezember 2020 in den Handel gelangenden Autoradios sowie alle anderen Radios, welche über Radio Data System verfügen, mit DAB+ ausgestattet sein müssen. Einfache Radios ohne RDS dürfen weiter auch nur mit analogem Radioempfang verkauft werden. Geräte, in denen das Radio eine reine Nebenfunktion hat, z. B. Smartphones, sind von der Neuregelung nicht betroffen. Auch der Handel mit gebrauchten Geräten ohne DAB+ bleibt erlaubt.

## Einführung von DAB in Deutschland
Um die unterschiedlichen Interessen der einzelnen an DAB beteiligten und interessierten Partner zu koordinieren und um eine Einführungsstrategie für DAB zu entwickeln, mit allen Beteiligten abzustimmen und umzusetzen, wurde Ende 1990 vom damaligen Bundesministerium für Forschung und Technologie (BMFT) eine „Nationale Plattform DAB“ ins Leben gerufen, die Ende 1991 in die DAB-Plattform überführt wurde und deren Leitung der damalige Technische Direktor des Bayerischen Rundfunks, Frank Müller-Römer, übernahm. Im März 1993 legten die für den Rundfunk zuständigen Bundesländer fest, dass über das künftige digitale Radiosystem DAB als Nachfolgesystem für UKW die Verbreitung aller dort ausgestrahlten Programme möglich sein müsse und darüber hinaus noch Freiräume für neue Hörfunkprogramme und solche des Deutschlandradios bestehen müssten. Im Juni 1995 verabschiedeten die 26 Mitglieder der DAB-Plattform e. V. eine Absichtserklärung zur Einführung von DAB, welches auch mit den Bundesländern abgestimmt wurde. Nachdem sich die ARD nicht dazu entschließen konnte, DAB – wie im MoU vorgeschlagen – Ende 1995 einzuführen, entschlossen sich verschiedene Landesrundfunkanstalten und die Deutsche Telekom in Zusammenarbeit mit der DAB-Plattform e. V., DAB-Pilotprojekte durchzuführen. Über viele Jahre hinweg und immer wieder mit unterschiedlichen Einführungsszenarien zögert sich die bundesweite Einführung von DAB als Nachfolgesystem von UKW in einzelnen Bundesländern weiter hinaus. Vorreiter bei der Einführung und Umstellung sind weiterhin der Bayerische Rundfunk und die Bayerische Landeszentrale für neue Medien (für die privaten Hörfunkanbieter in Bayern).

## Entwicklung

### DAB
DAB war seit 1995 in Deutschland verfügbar. Die Abdeckung und die Versorgung in den einzelnen Gebieten war unterschiedlich. Das Bundesland Bayern nahm am 17. Oktober 1995 im Rahmen eines Pilotprojekts ein Netz von sieben landesweiten und jeweils sieben lokalen Hörfunkprogrammen in München, Nürnberg und Ingolstadt in Betrieb zusammen mit neuen Datendiensten. Im April 1999 nahmen dort die ersten Sender den Regelbetrieb auf und seit 2010 wurde ein zweites landesweites Netz aufgebaut. In anderen Teilen Deutschlands wurde und wird Digitalradio nur zögerlich eingeführt.
DAB hatte besonders in seiner ersten Phase mit großen Widerständen und mangelndem Erfolg zu kämpfen. Der Mitteldeutsche Rundfunk stieg nach Ende des Testbetriebs 1998 wegen „schlechter Erfahrungen“ zunächst komplett aus dem System aus und schaltete erst im Jahr 2002 wieder als einziger Sender ein großteils unmoderiertes Klassikprogramm auf (MDR Klassik). Die Medienanstalt Berlin-Brandenburg sah im Jahr 2004 den DAB-Standard im damaligen Format als gescheitert an. Nach dem Start von DVB-T in Berlin mit seinerzeit 14 DVB-T-Radiosendern war dort zeitweise nur ein DAB-Ensemble mit den Programmen von Deutschlandfunk und Deutschlandradio Kultur übrig geblieben.
In einigen Fällen beendeten private Programmanbieter die DAB-Ausstrahlung nach dem Wegfall entsprechender staatlicher Subventionen. In Hamburg stellte der Veranstalter des landesweiten UKW-Programms Alsterradio die DAB-Verbreitung des Zusatzprogramms AllRock im Jahr 2005 aus wirtschaftlichen Erwägungen ersatzlos ein. Auch in anderen Bundesländern zogen sich zahlreiche Anbieter in der ersten Hälfte des neuen Jahrzehnts aus der DAB-Technik zurück. Privatsender zeigten eher Interesse an weiteren UKW-Frequenzen. Leistungsbeschränkungen zur Vermeidung von Störungen des militärisch genutzten Frequenzbereichs oberhalb 230 MHz verhinderten vielerorts einen problemlosen Indoor-Empfang. Erst 2007 konnte die Leistung einiger DAB-Sender auf bis zu 10 kW effektive Strahlungsleistung erhöht werden, nachdem die Bundeswehr den Verzicht auf die Benutzung der benachbarten Kanäle erklärt hatte.
Über einen langen Zeitraum sind von Politik und Wirtschaft keine nennenswerten Entscheidungen getroffen worden, die dem Digitalradio zum Durchbruch verhelfen konnten. Am 15. Juli 2009 sperrte die Kommission zur Ermittlung des Finanzbedarfs der Rundfunkanstalten (KEF) die beantragten Mittel für die DAB-Programme der ARD und des Deutschlandradios, da die vorliegenden Projektanträge der ARD und des Deutschlandradios zum Digitalen Hörfunk wesentliche Teile der von ihr mit den Rundfunkanstalten abgestimmten Kriterien nicht erfüllten und damit die Wirtschaftlichkeit der Projekte nicht nachgewiesen werden konnte. Die vorgesehenen Projektmittel für die digitale Zukunft des Hörfunks wurden nicht gestrichen, sondern für neue Initiativen eingefroren. Die KEF empfahl in diesem Zusammenhang die Prüfung von DVB-T als Alternative zu DAB, was ihr heftige Kritik eintrug, denn Ulrich Reimers, der einzige Techniker im Gremium, galt als befangen. Sein Name taucht auf DVB-T-Patentschriften auf.
Seit Ende 2009 ist bei privaten Veranstaltern wieder mehr Interesse an digitalen Verbreitungswegen erkennbar. So haben sich neue Anbieter auf DAB-Senderplätze beworben, wie Oldiestar in Berlin und neue Anbieter für lokale Senderbouquets in Bayern. In Bayern wurden im Oktober 2011 vier neue landesweite Privatprogramme genehmigt: Antenne Bayern digital, Antenne Bayern Info digital, MEGA RADIO, RT1 in the mix.

### DAB+
DAB+ ist mit bisherigen DAB-Geräten nur zu empfangen, sofern sie mit neuer Firmware aktualisiert werden können. Neue DAB-Plus-fähige Geräte sind zumeist abwärtskompatibel. Praktisch alle Geräte, die seit Ende 2010 neu in den Handel kamen, unterstützen den neuen Standard. Nicht alle DAB+ Geräte können alle Frequenzen des VHF-Bandes III und das L-Band empfangen.

### Neustart 2011
Nachdem der DAB-Rundfunk während seiner ersten Phase in Deutschland (mit Ausnahme von Bayern) nur mangelhafte Verbreitung und Akzeptanz erreicht hatte, wurde für das Jahr 2011 ein Neustart geplant.

### 1. Bundesmux
Den Erfolg sollte das weiterentwickelte DAB+ garantieren; es verwendet effizientere Kanalcodierungs- und Kompressionsverfahren und hat bei vergleichbarer Sendeleistung eine höhere Reichweite und Empfangssicherheit als DAB. Nach den Planungen sollten ab dem 1. August 2011 neben öffentlich-rechtlichen Programmen auch private Anbieter auf einem erstmals bundesweit ausgerichteten Multiplex, dem sogenannten „Bundesmux“, verbreitet werden. Die Vereinbarung dazu traf der Netzbetreiber Media Broadcast mit dem öffentlich-rechtlichen Deutschlandradio und sechs privaten Veranstaltern im Dezember 2010, nachdem der Chiphersteller Frontier Silicon einen vierjährigen Werbevertrag mit den privaten Programmanbietern abgeschlossen hatte und sich damit zu finanzieller Unterstützung verpflichtete. Neben Deutschlandfunk, Deutschlandradio Kultur und DRadio Wissen stand mit LoungeFM, 90elf, Absolut Radio, Energy, ERF Radio, Klassik Radio, Radio Bob und Radio Horeb ein erweitertes Programmangebot bereit. Damit war der bundesweite DAB-Plus-Multiplex zu mehr als 85 % ausgelastet und somit die Bedingung der KEF für die Freigabe der eingefrorenen Projektmittel in zweistelliger Millionenhöhe erfüllt. Die verbleibenden Kapazitäten wurden von der Kommission für Zulassung und Aufsicht (ZAK) der Landesmedienanstalten erneut ausgeschrieben, woraufhin die Hamburger Frank Otto Medienbeteiligungsgesellschaft mbH mit dem Programm Kiss FM das Angebot erweitern konnte. Im November 2011 folgte Regiocast mit sunshine live.
Die ursprünglich 14 Programme starteten auf DAB+ pünktlich zum 1. August 2011 und wurden zu Beginn über 27 Sender mit bis zu 10 kW Leistung ausgestrahlt. Zusammen mit dem neuen Komprimierungsverfahren im AAC-Format konnte so im Vergleich zu DAB ein wesentlich störungsresistenteres Signal und eine erhöhte Reichweite realisiert werden. Angestrebt war zunächst die Versorgung der großen Ballungsräume und einiger Autobahnachsen.
In Nordrhein-Westfalen wurde der Bundesmux ursprünglich auf Kanal 5A verbreitet. Um Störungen des Polizeifunks zu vermeiden, erfolgte bereits im September 2011 die Umstellung auf Kanal 5C (ermöglicht durch eine entsprechende Vereinbarung mit den Niederlanden). Bis zum 2. März 2012 wurden ausnahmslos alle DAB-Plus-Sender auf Kanal 5C umgestellt. Im Oktober 2011 lief der DAB-Plus-Regelbetrieb annähernd problemlos, Endgeräteindustrie und Händler sahen ihre Erwartungen „mehr als erfüllt“. Ein weiterer Ausbau des Sendernetzes ist vorgesehen, zunächst war die Versorgung wichtiger Autobahnverbindungen und weiterer urbaner Gebiete vorrangig. Bis zum Endausbau im September 2015 sind 110 Sendestandorte für das bundesweite DAB-Plus-Sendernetz vorgesehen. Die aktuelle DAB-Sendeabdeckung in Deutschland beträgt rund 70 % der Bevölkerung (Stand November 2011).
Thüringen wird landesweit mit DAB versorgt. DAB wurde dort bereits 1995 als DAB-Pilotprojekt eingeführt. Aufgrund der vorgegebenen geringen Sendeleistungen fehlt es nach Angaben der Thüringer Landesmedienanstalt (TLM) an einer ausreichenden Indoor-Empfangsversorgung. Nach Einschätzung der TLM lag die Sendeabdeckung 2013 in Deutschland bei 80 %.
Eine empfangstechnische Ausnahme im Bundesmux stellten lange Deutschlandfunk und Deutschlandradio Kultur dar, die mit herkömmlichen DAB-Radios empfangbar waren, da sie im alten MP2-Format sendeten. Ein Problemfall bei DAB+ sind Lokalradios, da die große Datenkapazität für einzelne Sender im Verhältnis teurer ist. Darauf zugeschnittene Sendernetze existieren bislang nicht. Das L-Band, das ursprünglich für Lokalfunk vorgesehen war, wird aufgrund der zu hohen frequenzbedingten Dämpfung nicht mehr zum Einsatz kommen. Dieser Frequenzbereich wurde im Frühjahr 2015 im Rahmen der Digitalen Dividende II als E-UTRA Band 32 an die LTE-Mobilfunkanbieter Telekom und Vodafone vergeben.
Nach Angaben der Bayerischen Landeszentrale für neue Medien sollte Ende 2013 der Versorgungsgrad mit 88 % unterwegs und 54 % zuhause (Indoor-Empfang) von Digitalradio in Bayern sein.
Im Juni 2019 forderte der Niedersächsische Landtag mit den Stimmen aller darin vertretenen Parteien, dass der Digitalradio-Standard DAB+ abgeschafft wird. Dieser sei nur eine Übergangslösung und außerdem „Geldverschwendung“. Für das Institut für Rundfunktechnik und die 5G Media Initiative haben die Abgeordneten ohne ausreichende Kenntnis entschieden. Zwar gibt es bei LTE neue Protokollvarianten, die sich für ein hörfunkartiges Streaming nutzen lassen, aber dies geht zu Lasten der knappen LTE-Übertragungsvolumen, und im Katastrophenfall reicht die Notstromversorgung der vielen LTE-Funkmasten nur für einige Stunden, so dass die Bevölkerung dann nur per Lautsprecherwagen informiert werden kann.

### Private Rundfunkveranstalter im 1. Bundesmux
Der 1. Bundesmux wird nicht als sog. Plattform betrieben. Am 18. Januar 2011 erhielten die Bewerber Übertragungskapazitäten, die bis dahin mit dem Netzbetreiber Media Broadcast einen Verbreitungsvertrag abgeschlossen hatten. Es handelte sich um Übertragungskapazitäten für die sieben Sendeplätze LoungeFM der Entspannungsradio GmbH i. Gr., ERF Plus der ERF Medien, Radio Rauschgold der Neuen Welle Franken (heute Absolut Radio), Energy Digital der Radio 97,1 MHz Hamburg GmbH sowie die Programme 90elf, RemiX, litera der Regiocast. Der Netzbetreiber Media Broadcast erhielt eine Lizenz für Telemediendienste. Radio Disney der The Walt Disney Company GmbH hatte seine Bewerbung zwischenzeitlich zurückgezogen.
In einer zweiten Vergaberunde bewarben sich vier Unternehmen. Für drei verfügbare Sendeplätze wurden Übertragungskapazitäten an Radio 3.0 und UIP – Urban Independent Pop der Norfom Medien GmbH zugeteilt, einer Tochter der Frank Otto Medienbeteiligungs GmbH & Co. KG sowie an Klassik Radio.
Der in der zweiten Runde leer ausgegangenen Bewerber Internationale Christliche Rundfunkgemeinschaft (ICR) e. V. erhielt im Mai 2011 nachträglich eine Zuweisung von Übertragungskapazitäten für das Programm Radio Horeb. Zuvor hatte Norfom Medien auf einen Teil der ihr zugewiesenen Kapazitäten verzichtet: Norfom Medien habe nach eigenen Angaben Übertragungskapazitäten (108 CU) für zwei Programmplätze beantragt, aber nur 96 CU bekommen. Dies sei zu wenig für zwei Programme gewesen. „Um der Unsicherheit der Nutzung flexibler Kapazitäten anderer Anbieter zu entgehen“ startete man „zunächst“ mit nur einem Programm. Kurzfristig vor Sendebeginn entschied sich Norfom dann, das Berliner Programm 98.8 Kiss FM ins Paket zu nehmen. Regiocast belegte die ursprünglich für Remix und litera erhaltenen Lizenzen mit den Programmen Sunshine Live und Radio Bob. Radio Bob sendet seit September 2011, Sunshine Live seit dem 1. November 2011. Weil diese Programme nicht der ursprünglichen Lizenzierung entsprachen, reagierten die Medienanstalten zunächst mit einer Duldung. Diese wurde im Oktober 2011 für alle drei Programme in Sendegenehmigungen umgewandelt.
Die Sendekapazitäten verteilten sich beim Start auf die Privaten, denen 2/3 der Kapazität von insgesamt 864 CU zur Verfügung standen, so:
Lounge FM 56 CU,
ERF 54 CU,
Absolut Radio 56 CU,
Energy 56 CU,
Regiocast 168 CU,
Klassik Radio 60 CU,
Norfom 62 CU,
Radio Horeb 34 CU,
Media Broadcast 36 CU,
Als die Regiocast für ihr Programm 90elf ab August 2013 die Übertragungsrechte am Bundesliga-Fußball verlor, galt das Konzept von 90elf als gescheitert, so dass die Grundlage der Sendelizenz hinfällig war. Diese Situation wirkte sich offensichtlich dramatisch auf den Geräteverkauf schon im Jahr 2013 aus. Statt der – noch mit Fußball auf 90elf – prognostizierten 650.000 Radiogeräten wurden nur mehr 516.000 Geräte verkauft. Die Eigentümer des Programms Kiss FM entschieden, die Beteiligung am 1. Bundesmux Ende März 2014 aufzugeben, der Anbieter von LoungeFM meldete Insolvenz an und gab seine Kapazitäten zurück.
Auf eine erste Ausschreibung von Kapazitäten im 1. Bundesmux seit dem Sendestart 2011 bewarben sich fristgerecht fünf Anbieter. Nach Beschluss der Kommission für Zulassung und Aufsicht (ZAK) vom 2. Februar 2016 hatten die Landesmedienanstalten bisher vom Hörfunkveranstalter Regiocast genutzte CU sowie Restkapazitäten ausgeschrieben. Den Zuschlag der ausgeschriebenen terrestrischen Übertragungskapazitäten erhielten die RMNradio Gruppe mit Sitz in Kleinblittersdorf für ihr Programm Radio Schlagerparadies sowie die Media Broadcast GmbH. Radio Schlagerparadies sendete bisher im Rahmen eines Programmzulieferungsvertrages mit dem Hörfunkveranstalter Regiocast, nun konnte Radio Schlagerparadies seine Kapazitäten in Eigenverantwortung nutzen. Die anderen Bewerber hatten ihren Antrag zurückgezogen beziehungsweise die Zulassungsvoraussetzungen nicht erfüllt. Media Broadcast vermietete einen Teil seiner Kapazitäten an das Schwarzwaldradio.
Im Jahr 2014 beschäftigt sich der Digitalisierungsbericht der Medienanstalten erstmals ausführlich mit dem digitalen Radio und seinem Hörer- und Gerätemarkt: „Danach gewann nach erheblichen Startschwierigkeiten Digitalradio auf Basis des DAB-Standards in Deutschland nunmehr deutlich an Akzeptanz. Rund 5,4 Millionen Personen ab 14 Jahren in Deutschland nutzten inzwischen ein DAB-Empfangsgerät zum Radiohören. Dies war ein Wachstum von nahezu 60 Prozent gegenüber dem Vorjahr. Immerhin 7,7 Prozent der Bevölkerung in Deutschland empfingen damit bereits DAB-Programme.“ Knapp 5 Mio. DAB/DAB+-Geräte waren danach Mitte 2014 in den Haushalten, davon standen 3,66 Mio. in Wohnungen und 1,29 Mio. waren in Autos installiert – das entsprach etwa der Verteilung der UKW-Radios. Besonders gut ausgestattet waren Haushalte in NRW (1,312 Mio. Geräte, 8,6 Prozent der Radiohörer) und Bayern (1,018 Mio., 9,5 Prozent).
Das Bundesministerium für Verkehr und digitale Infrastruktur lud für Juni 2015 zu einem „Digitalradio-Board“ ein. In diesem Rahmen sollen alle Beteiligten eine Strategie für die UKW-Abschaltung und den Umstieg auf DAB+ erarbeiten. Gegenüber 2014 ging der Digitalisierungsbericht 2017 von rund 11 Mio. Haushalten mit Zugang zu DAB+ aus – dieser Wert verdoppelte sich binnen drei Jahren. Die Haushaltsausstattung verdoppelt sich ein weiteres Mal auf knapp 23 Prozent – binnen der beiden Jahre bis 2019.
Die Zuweisung der Übertragungskapazitäten an Media Broadcast wurde Mitte des Jahres 2019 von den Ministerpräsidenten der Bundesländer bis zum 31. Dezember 2035 verlängert. Im Februar 2020 leisten die Medienanstalten ihren Beitrag und verlängern die Zuweisungen an die neun Privatradios im DAB-Bundesmux 1 um zehn Jahre bis Ende des Jahres 2031. Damit ist die Arbeitsgrundlage längerfristig gesichert.

### Zugpferde für den Erfolg des DAB-Radios
Nach dem Neustart im neuen DAB-plus-Standard waren einige Sender vor allem im bundesweiten DAB-Ensemble als „Zugpferde“ im Gespräch. Das waren Sender, die nur für einen Teil der Hörer interessant waren, dort jedoch die Kaufentscheidung für ein digitales Empfangsgerät beeinflussten und so über den Erfolg des Digitalradios maßgeblich mitentschieden. So zählen z. B. im Bereich der Musikprogramme bis heute Radio BOB! und sunshine live als Zugpferde, da es vergleichbare Programme über UKW nur lokal begrenzt gibt. Auch 90elf war als einziger Sender, der Fußball-Bundesligaspiele unverschlüsselt übertrug, ein solches Zugpferd. Teilweise wurde sogar überspitzt formuliert, Digitalradios könnten mit dem Entzug der Bundesligarechte für 90elf aus Sicht der Hörer Elektroschrott werden. Allerdings wurden die Bundesligaspiele bis 2017 deutschlandweit von Sport1.FM im Programm von Energy DAB+ live übertragen. Auch Programme wie die des Deutschlandradio oder ERF Plus, die wegen ihrer inhaltlichen Ausrichtung gezielt genutzt werden, wären ohne DAB+ nur lokal begrenzt terrestrisch verfügbar.
Unter dem Titel Bestandsaufnahme: DAB+ bislang weder Top noch Flop resümierte Teltarif im Mai 2013, Zugpferde seien wichtig, aber nicht allein entscheidend für den Erfolg des Digitalradios. Weitere Überlegungen wie z. B. ein interaktiver Rückkanal über das Internet oder DAB-Autoradios als Serienausstattung könnten zusätzlich erforderlich sein, um DAB zur Marktdurchdringung zu verhelfen. Nach einer Studie des SWR seien Hörer, die DAB bereits nutzen, nicht mehr bereit, zum UKW-Hörfunk zurückzuwechseln.

### 2. Bundesmux
Schon im Jahr 2012 war von einem zweiten nationalen Multiplex die Rede. Im Februar 2017 wurde der Betrieb eines zweiten bundesweiten Multiplexes (Bundesmux) als sog. Plattform ausgeschrieben, woraufhin sich vier Veranstalter beworben haben.
Am 6. Juni 2017 vergab die Gremienvorsitzendenkonferenz (GVK) der Medienanstalten den zweiten bundesweiten Multiplex an Antenne Deutschland, ein gemeinsames Konsortium der Bewerber Absolut Digital und Media Broadcast, die sich zuvor in Einigungsgesprächen zusammengeschlossen hatten.
Neben der Antenne Deutschland GmbH & Co. KG hatten sich die Digital Audio Broadcasting Plattform GmbH (DABP) um den Investor Steffen Göpel, Leipzig, und die Radi/o digital GmbH beworben.
Um die beabsichtigte Vergabe des Plattformbetriebes durch die Sächsische Landesanstalt für privaten Rundfunk und neue Medien entwickelte sich ein juristisches Tauziehen, welches mit Beschluss des Verwaltungsgerichtes Leipzig vom 22. August 2017 beendet wurde. Gegen die vollzogene Vergabe der Lizenz an Antenne Deutschland im November 2017 wurden nun am 7. Dezember 2017 abermals Rechtsmittel durch einen unterlegenen Bewerber eingelegt. Das Verwaltungsgericht Leipzig teilte am 6. Juni 2018 mit, dass der Antrag des unterlegenen Bewerbers auf vorläufigen Rechtsschutz wegen der Zuweisung von Übertragungskapazitäten für den zweiten bundesweiten Multiplex Erfolg hatte. Gegen diese Entscheidung gingen die Sächsische Landesmedienanstalt (SLM) und der vom Urteil betroffene Veranstalter Antenne Deutschland mit einer Beschwerde vor dem Oberverwaltungsgericht Bautzen vor.
Das Sächsische Oberverwaltungsgericht (OVG) in Bautzen hat am 19. Dezember 2018 die vom Verwaltungsgericht (VG) Leipzig angeordnete aufschiebende Wirkung gegen die Zuweisungsentscheidung der Gremienvorsitzendenkonferenz (GVK) der Landesmedienanstalten wieder aufgehoben. Die Beschlussbegründung lautete: „Sind die Erfolgsaussichten einer Konkurrentenklage gegen die Zuweisung von rundfunkrechtlichen Übertragungskapazitäten nicht offensichtlich, überwiegt regelmäßig das öffentliche Interesse am vorläufigen Vollzug der Zuweisung der Übertragungskapazitäten gegenüber dem Suspensivinteresse eines in der Ausschreibung unterlegenen Unternehmens.“ Der Anbieter Antenne Deutschland plante darauf zur IFA 2019 einen Testbetrieb, offiziell starten sollte das Paket im vierten Quartal 2019.
Das Verwaltungsgericht Leipzig hob am 22. Mai 2019 den Zuweisungsbescheid der Sächsischen Landesanstalt für privaten Rundfunk und Neue Medien (SLM) an das Anbieterkonsortium Antenne Deutschland zur Veranstaltung des zweiten nationalen DAB+-Multiplex im Plattformbetrieb auf und ordnete an, das Zuweisungsverfahren verfahrensfehlerfrei zum Abschluss zu bringen. Das Gericht folgte damit umfänglich der Rechtsauffassung der Klägerin Digital Audio Broadcasting Plattform GmbH (DABP), die im Ausschreibungsverfahren der Arbeitsgemeinschaft der Landesmedienanstalten (ALM) gegen die Antenne Deutschland nicht den Zuschlag erhielt und dagegen geklagt hatte.
Das Gericht stellte eklatante Verfahrensfehler fest und kritisierte unter anderem, dass der Antrag des Gewinner-Konsortiums Antenne Deutschland bei der Vergabe berücksichtigt wurde, obwohl dieser erst im Verständigungsverfahren aus einem Zusammenschluss zweier Mitbewerber hervorgegangen sei und daher als neue Bewerberin hätte angesehen werden müssen. Die Berücksichtigung eines neuen Bewerbers nach Ablauf der Ausschlussfrist und nach Eintritt in das Verständigungsverfahren sei aber nicht mit dem Grundsatz der Chancengleichheit in Einklang zu bringen, so das Gericht.
Am 29. Januar 2020 wurde bekannt gegeben, dass mit einer außergerichtlichen Einigung zwischen der Digital Audio Broadcasting Plattform GmbH (DABP) und der Sächsischen Landesanstalt für privaten Rundfunk und neue Medien (SLM) der Streit um die Rechtmäßigkeit der Zuweisung von DAB+-Frequenzen auf der Grundlage entsprechender Beschlüsse der Gremien der Landesmedienanstalten beigelegt wurde. Damit stünde dem Start des 2. Bundesmux im Jahr 2020 nichts mehr im Wege. Die nunmehr erreichte außergerichtliche Lösung beendete eine der bedeutendsten Rechtsstreitigkeiten der deutschen Medienlandschaft.
Am 2. März 2020 hatte die Plattformanbieterin Antenne Deutschland das Leipziger Unternehmen National German Radio GmbH mit der Marktplatzierung der noch freien Übertragungskapazitäten auf dem sogenannten 2. DAB+ Bundesmux beauftragt. Interessierte Unternehmen konnten sich auf der Website der National German Radio GmbH registrieren und ihre Teilnahme am Interessenbekundungsverfahren verbindlich erklären, dieser Prozess steht jetzt kurz vor dem Abschluss. Im Juli 2020 stehen 14 der insgesamt 16 Programme fest, die auf der privaten, bundesweiten DAB+-Plattform senden werden. Hierzu möchte die Plattformanbieterin Antenne Deutschland sechs Programme beisteuern, acht Programme stammen von Drittanbietern, welche die Hörfunksender Antenne Bayern, dpd Driver’s Radio, Joke FM, RTL – Deutschlands Hit-Radio, Rock Antenne, Toggo Radio sowie ein zweites Radioformat der Energy-Gruppe verbreiten wollen, zwei Programme stehen noch nicht fest.
Offensichtlich war Teil der außergerichtlichen Einigung, dass die Divicon Media, ein bundesweiter Dienstleister und Betreiber zahlreicher Radionetze im privaten und öffentlich-rechtlichen Sektor, im Auftrag der Media Broadcast als Sendernetzbetreiber im Rahmen des Aufbaus der ersten rein privaten nationalen DAB+ Plattform der Antenne Deutschland GmbH (2. DAB+ Bundesmux) insgesamt 36 Senderstandorte mit entsprechenden DAB+ Sendeanlagen ausstatten wird. Darüber hinaus zeichnet die Divicon Media verantwortlich für den zuverlässigen Betrieb dieser Senderanlagen, inklusive Senderüberwachung und technischem Service.
Je nach Region wird der Multiplex auf unterschiedlichen Frequenzen übertragen, dies sind die Kanäle 5D, 8C, 9B und 12D. DAB+ Radiogeräte wechseln automatisch auf den Kanal mit dem jeweils besten lokalen Empfang, so dass für den Hörer ein bundesweit durchgängiger Empfang sichergestellt wird.
Am 5. Oktober 2020 startete der zweite bundesweite Multiplex von Antenne Deutschland mit acht Anbietern, nämlich Absolut HOT, Absolut TOP, Absolut Bella, Absolut Oldie Classics, Antenne Bayern, RTL – Deutschlands Hit-Radio, Rock Antenne sowie Toggo Radio und weiteren Sendern, die später ersetzt wurden. In den Jahren 2021 bis 2023 wurde der Multiplex dann durch Absolut Germany, AIDAradio, Nostalgie, sowie dpd Driversradio ergänzt. Klassik Radio Movie wurde durch Beats Radio, Femotion Radio durch Brillux Radio und Sportradio Deutschland durch 90s90s ersetzt.

## Private und öffentlich-rechtliche Programme
Neben den Hörfunkprogrammen des deutschlandweiten Multiplex senden auch einige landesweite und regionale Veranstalter sowie alle öffentlich-rechtlichen Landesrundfunkanstalten ihre Radiosender über DAB+.

### Baden-Württemberg/Rheinland-Pfalz
Der Südwestrundfunk (SWR) sendet seit dem 9. Januar 2012 offiziell über DAB+. Bereits vorher nutzte man DAB zur Verbreitung der Radioprogramme. Zum Neustart des Digitalradios stellte man die Programme SWR2, SWR3, SWR4 sowie Dasding auf DAB+ um, lediglich SWR1 und SWRinfo sendeten in Baden-Württemberg noch im alten Modus DAB. In Rheinland-Pfalz wurden die zwei Programme im Zuge der Aufschaltung der Regionalversionen am 25. April 2014 auf DAB+ umgestellt.
Als erste Privatsender waren in Baden-Württemberg im Mai 2012 das gerade gegründete Schwarzwaldradio, BigFM Worldbeats und LiveRadio im gemeinsamen Multiplex mit Programmen des SWR auf Sendung gegangen. Wenig später kam egoFM hinzu. Wenig später schrieb die LfK drei zusätzliche Programme aus – und wurde durch neun Bewerbungen sichtlich überrascht. Interesse zeigten mit Schlager Radio, Radio Regenbogen, Antenne 1, Radio 7, Die neue 107.7, Die neue Welle, Hitradio Ohr, Radio Ton und Donau 3 FM vor allem Veranstalter aus dem Bundesland. Um möglichst viele Bewerber zu berücksichtigen, wurde eine neue Ausschreibung – jetzt für neun bis zehn Programme – veröffentlicht.
Ein so umfangreiches Paket auszustrahlen, wurde in Absprache mit dem SWR erreicht. Der SWR begann also den Aufbau eines eigenen Sendenetzes; dorthin wurden ab Ende 2014 erste SWR-Programme aus dem bisherigen gemischten DAB-Kanal 11B verlagert. Nach dem Umzug der letzten SWR-Programme standen ab Mitte 2017 Kapazitäten für 16 private Radiosender zur Verfügung. Im Laufe der Zeit ergab sich eine Fluktuation. Unter anderem zog Radio VHR zurück, Schwarzwaldradio wechselte in den 1. Bundesmux; beide Programme wurden ersetzt.
Nach der Abschaltung des Sendeplatzes für nichtkommerziellen Programme wurde Radio Seefunk als 16. Privatradio zugelassen und sendet im privaten Multiplex seit Anfang 2019. Im August 2020 hatten 13 der 16 Programme ihre Wurzeln im Bundesland bzw. sind Simulcasts der UKW-Radios des Bundeslandes. Das betraf auch einen interessanten Newcomer: anna.FM setzt seit dem 1. Februar 2021 auf die Zielgruppe der Frauen. Veranstalter ist ein Konsortium von Funkhaus Freiburg, Donau3FM und Neue Welle Karlsruhe.
Der Sendernetzbetreiber Digitalradio Südwest (Media Broadcast & SWR) hatte das Sendenetz seit November 2011 nicht weiter erweitert. Neun der elf Sendeanlagen sendeten erheblich unterhalb der koordinierten Leistung. Eine landesweite Versorgung war so nicht zu erreichen. Im Vorfeld einer Neuausschreibung des Sendebetriebes durch die Bundesnetzagentur brachte die Medienanstalt LFK einen neuen Sendenetzbetreiber ins Gespräch: Ein Konsortium der privaten Radioveranstalter wollte nicht nur die Digitalradio Südwest unterbieten, sondern auch das Sendernetz erweitern. Die Bundesnetzagentur vergab den Sendebetrieb im August 2020 an den zu der Zeit noch in Gründung stehenden Newcomer On Air GmbH.
Als erste Maßnahmen nach Übernahme der Verantwortung durch On Air GmbH am 1. Dezember 2020 wurde bis Januar 2021 die Technik an sechs der elf Standorte ersetzt. Zwei dieser Anlagen wurden für höhere Sendeleistungen vorbereitet; an einem wurde das durch Umzug auf einen Nachbar-Standort realisiert. Im weiteren Verlauf wurde in den Jahren 2021 bis 2022 das Sendernetz mit neuen Standorten bzw. höheren Sendeleistungen grundlegend ausgebaut.

### Bayern
Der Bayerische Rundfunk (BR) sendet seit 1998 auf DAB und begann ab 1. August 2011 sukzessive die DAB-Ausstrahlung auf DAB+ umzustellen.
Für den Netzbetrieb der privaten Radioveranstalter wurde die Bayern Digitalradio gegründet und der Kanal 12D für den Bayerischen Rundfunk und die Privaten landesweit aufgebaut. Später wechselten die Privaten in den leistungsstärkeren Kanal 10D.
Am 28. Januar 2015 wurde DAB von DAB+ abgelöst. Der Bayerische Rundfunk konzentrierte seine Programm einschließlich aller Regionalisierungen ab Anfang des Jahres 2015 im landesweiten Kanal 11D.
So wurde aus dem sogenannten doppelten BR-Klassik, das auf Kanal 11D und Kanal 12D unter verschiedenen Namen gesendet hatte, und zwar auf 11D unter BR-Klass, sowie auf 12D unter *BRKlass, das „11D-BR-Klassik“. Außerdem wurde Bayern 2 plus durch Bayern 2N (Nord) ersetzt, sowie Bayern 2 durch Bayern 2S (Süd). Aufgrund der weitaus größeren Akzeptanz von Digitalradio in Bayern beteiligten sich auch mehrere landesweite Privatsender am Neustart von DAB+, u. a. Rock Antenne, Absolut relax, Megaradio Bayern, rt1 in the mix, Antenne Top40, Antenne Bayern Info digital sowie Smart Radio. Als letzter Sender stellte Radio Galaxy am 1. August 2012 die Ausstrahlung von DAB auf DAB+ um. In den Regionen München, Nürnberg, Erlangen, Ingolstadt und Augsburg gibt es zusätzlich Lokalmultiplexe, auf den auch alle in der jeweiligen Region auf UKW sendenden Lokalradios übertragen werden. Zeitweise wurden auch die Verlängerung von UKW-Sendelizenzen der Lokalsender an eine DAB+-Verbreitung gebunden.
Antenne Bayern wechselte in das landesweite DAB-Netz des Bayerischen Rundfunks. Ergänzend baute der Bayerische Rundfunk zu seinem landesweiten Sendernetz insgesamt sechs regionale Sendernetze auf, um die Regionalversionen der Programme Bayern 1 und Bayern 2 zu verbreiten. Diese Regionalnetze wurden auch den privaten Programmanbietern zur Nutzung angeboten. Mit egoFM, Radio Teddy, Arabella Bayern und Rock Antenne Bayern nutzen vier private Rundfunkanbieter dieses Angebot. Dazu gibt es eine Vereinbarung zwischen Bayerischem Rundfunk und Bayerischer Landeszentrale für neue Medien (BLM).
Zusätzlich wurden durch die Bayerische Digitalradio vier lokale und zwei regionale Multiplexe mit privaten Programmanbietern aufgebaut. Der bisherige landesweite Multiplex der Bayerischen Digitalradio auf Kanal 10D wurde im Gegenzug Ende August 2017 aufgegeben.

### Berlin/Brandenburg
Der Rundfunk Berlin-Brandenburg (RBB) begann am 1. Januar 2012 mit Ausstrahlungen in DAB+ über zwei Berliner Sender. Neben den RBB-Programmen Radio Berlin 88,8, Antenne Brandenburg, Kulturradio, Inforadio, Radio Eins und Fritz wurden zum Start auch Programme anderer öffentlich-rechtlicher Anstalten, so Bayern 2, MDR JUMP, SWR3, BR-Klassik und Funkhaus Europa (WDR) über DAB+ verbreitet. WDR 2 verblieb im alten DAB-Modus. In einem zweiten Multiplex sendeten zudem Bayern plus sowie die privaten Radio B2 und Radio Paloma, jedoch auch hier nur im alten DAB-Modus. Im Ballungsraum Berlin/Potsdam ist der RBB seit dem 18. August 2011 digital (DAB+) über Antenne zu empfangen.

### Bremen
Mit Radio Bremen (RB) über DAB+ sind seit 1. Februar 2013 alle ARD-Rundfunkanstalten in diesem Standard empfangbar.

### Hessen
Der Hessische Rundfunk (hr) sendet seit 1. Dezember 2011 seine sechs Radiowellen hr1, hr2-kultur, hr3, hr4, You FM und hr-info im Sendestandard DAB+; zuvor wurden die Programme hr-klassik, hr-skyline und hr XXL ab Anfang Januar 1998 vorübergehend via DAB ausgestrahlt. Von hr4 gab es anfangs nur die Regionalversion Süd aus Darmstadt. Seit 7. Juni 2018 werden alle drei hr4-Regionalfenster landesweit ausgestrahlt.
In einem zweiten Bouquet werden die privaten Programme Absolut HOT, Hit Radio FFH, harmony.fm, Radio Teddy, Planet Radio, ERF Pop, MEGA Radio SNA, Antenne Mainz, lulu.fm und interviewRadio ausgestrahlt. In einem Pilotprojekt werden auch die nichtkommerziellen Lokalradiosender Radio X, Radio Darmstadt, Radio Rüsselsheim und Radio RheinWelle 92,5 ausgestrahlt. Dabei teilen sich Radio Rüsselsheim und Radio RheinWelle 92,5 Wiesbaden / Mainz den Sendeplatz im vierteljährlichen, Radio X Frankfurt / Main und Radio Darmstadt im halbjährlichen Wechsel. Gesendet wird das DAB+ Ensemble auf Kanal 11C von den hessischen Senderstandorten Mainz-Kastel mit 5 kW, Großer Feldberg im Taunus mit 4,5 kW und dem Frankfurter Fernmeldeturm mit 5 kW, wodurch jedoch derzeit nur das Rhein-Main-Gebiet versorgt wird.

### Hamburg/Mecklenburg-Vorpommern/Niedersachsen/Schleswig-Holstein
Der Norddeutsche Rundfunk (NDR) verbreitet seit dem 22. November 2011 seine Hörfunkprogramme NDR 1, NDR 2, NDR Kultur, NDR Info und N-Joy via DAB+. Zuvor hatte der NDR die langjährige Verbreitung der Programme im alten DAB-Standard im Sommer 2011 beendet. Seit dem 5. Januar 2012 wurde das Angebot mit NDR Info Spezial, NDR Blue sowie dem NDR-Verkehrskanal NDR Traffic ergänzt. Am 5. Juli 2016 kam das Schlagerradio NDR Plus, heute NDR Schlager hinzu. Aufgrund zu geringer Senderdichte können die Programme nicht flächendeckend gesendet werden. Bei den von NDR 1 verbreiteten Landesprogrammen hat dies zur Folge, dass sie in ihren zugedachten Verbreitungsgebieten nur in stark begrenztem Bereich empfangen werden können. So ist beispielsweise das NDR-Landesprogramm für Schleswig-Holstein nur im Großraum Kiel empfangbar, wogegen das Hamburger Landesprogramm weit in die angrenzenden Bundesländer reinreicht. Private Radiosender haben bislang kein Interesse gezeigt, diese norddeutschen DAB-Plus-Landesmultiplexe mitzunutzen. In Hamburg gibt es einen gemischten privaten Multiplex vom Heinrich-Hertz-Turm.
Alle privaten und öffentlich-rechtlichen Veranstalter von Programmen in Schleswig-Holstein haben sich darauf verständigt, deren Verbreitung auf den bestehenden UKW-Frequenzen schrittweise vollständig bis zum Jahreswechsel 2031/32 zu beenden.

### Nordrhein-Westfalen
Der Westdeutsche Rundfunk (WDR) stellte seine Verbreitung der Radioprogramme am 1. August 2011 von DAB auf DAB+ um. Mit den Programmen 1 Live, WDR 2, 1LIVE diggi, KIRAKA, Funkhaus Europa, WDR Event und dem Verkehrsdienst WDR VERA sowie ab dem 6. November 2012 WDR 5 bildete man damit jedoch ein anderes Angebot als über UKW, da die Programme WDR 3 und WDR 4 zunächst fehlten. Seit dem 2. Dezember 2013 ist hingegen auch WDR 4 via DAB+ zu empfangen, WDR 3 zog im September 2014 nach. Somit sind alle herkömmlichen WDR-Radioprogramme sowie die digitalen Zusatzangebote des Senders über das lokale DAB+-Netz in NRW empfangbar, auch die regionalen Aufteilungen der einzelnen Landesstudios zu den Regionalnachrichten zur halben Stunde auf WDR 2 (Aachen, Südwestfalen, Bergisches Land, Münsterland, Ostwestfalen-Lippe Dortmund, Köln und Rhein-Ruhr). Laut WDR erreiche man bereits „in der ersten Ausbaustufe […] 85 % der Bevölkerung in NRW.“
Einziger Privatsender im NRW-Landesmultiplex des WDR war das bis Juni 2020 im Rahmen eines Betriebsversuches ausgestrahlte Domradio. Im November 2018 gab Radio NRW bekannt, drei landesweite Radioprogramme über DAB+ starten zu wollen. Dazu kam es aber nicht. Die derzeit 45 Lokalradios in Nordrhein-Westfalen hingegen halten weiter an der Übertragung über UKW fest. Als das NRW-Lokalfunksystem 1990 mit Radio DU (heute Radio Duisburg) startete, war es für UKW konzipiert. Früher oder später wird die analoge Ausstrahlung aber für alle Radiosender enden. Eine lokale Ausstrahlung der Lokalradios nur im eigenen Versorgungsgebiet ist technisch schwierig zu realisieren. Denkbar ist, jedes Lokalradio über DAB+ in „lokalen Kacheln“ mit anderen Anbietern aus Nachbarkreisen zu verbreiten. Im Münsterland wäre das zum Beispiel ein gemeinsames Ensemble mit Radio Kiepenkerl, Antenne Münster, Radio WMW (Borken) und Radio RST (Steinfurt).
Am 30. Oktober 2020 beschloss die Medienkommission der LfM, eine landesweite Senderkette auszuschreiben. Auf einem Multiplex im Kanal 9D sollen 16 Radioprogramme übertragen werden. Erwartet wird, dass danach 6 regionale Multiplexe eingerichtet werden.

### Saarland
Der Saarländische Rundfunk (SR) strahlt seine Radioprogramme Unser Ding und Antenne Saar seit dem 17. Januar 2012 auch auf DAB+ aus. Die Wellen SR 1 Europawelle, SR 2 Kulturradio und SR 3 Saarlandwelle sendeten in Deutschland am längsten im veralteten DAB-Modus (MP2). Am 22. November 2016 wurden die Programme auf den neuen DAB+ Standard umgestellt. Radio Salue ist das einzige private Programm, welches digital über DAB+ im Saarland zu empfangen ist.

### Sachsen/Sachsen-Anhalt/Thüringen
Der Mitteldeutsche Rundfunk (MDR) nutzt seit dem 1. August 2011 DAB+ zur Verbreitung seiner Programme MDR 1 Radio Sachsen, MDR Sachsen-Anhalt, MDR Thüringen, MDR Jump, MDR Kultur, MDR Aktuell, MDR Sputnik und MDR Klassik. Im September 2016 startete MDR Schlagerwelt als digitales Programm über DAB+. Die Nachrichten sind für das jeweilige Bundesland regionalisiert. In Sachsen-Anhalt sind mit Radio SAW, 89.0 RTL, Rockland Sachsen-Anhalt und Radio Brocken auch private landesweite Veranstalter über DAB+ zu empfangen, in Sachsen nur R.SA. Seit 1. November 2021 ist Radio Blau in Leipzig über DAB+ auf dem Kanal 6C zu empfangen.
Nach Ausschreibung durch die Sächsische Landesanstalt für privaten Rundfunk und neue Medien (SLM) im März 2016 sind Ende Januar 2018 die ersten deutschen lokalen DAB+-Netze für Leipzig und Freiberg auf Sendung gegangen.
In Sachsen ging am 27. März 2023 der landesweite DAB+-Multiplex im Kanal 12A (Netzbetreiber: Media Broadcast) mit den Programmen 89.0 RTL, detektor.fm Wort, FEMOTION RADIO, Jam FM, Oldie Antenne, Radio Ostrock, Radio Teddy, Schlager Radio und Second Radio in Betrieb.
Am 3. April 2023 erfolgte die Aufschaltung der DAB+ Regionalmuxe (Netzbetreiber: DIVICON MEDIA) in Chemnitz (Kanal 8A), Dresden (Kanal 7A) und Leipzig (Kanal 10A).

## Technik

### Frequenzen
Für digitalen Hörfunk sind in Deutschland Frequenzen von 174–230 MHz vorgesehen (VHF-Band III).

### DAB+-Inhouse-Versorgung in Unterhaltungselektronikmärkten mit Repeatern
Um mögliche lokale Empfangsprobleme beim Verkauf von DAB-Geräten in Deutschland zu kompensieren, wird von www.dabplus.de auf die Möglichkeit zur Installation eines Repeaters in einem Verkaufsraum durch fachkundiges Personal und unter Verwendung geeigneter Messtechnik hingewiesen.

### DAB+ auf Smartphones
Das erste und bisher einzige erhältliche Smartphone, das den Radio-Standard DAB+ unterstützte, war das LG Stylus 2. Der Empfang kommt über die Lautsprecher oder Kopfhörer, wobei letzterer gleichzeitig als Antenne dient. Der Empfang der Sender, zumeist in der 64-KBit-AAC-Komprimierung, ist damit kostenfrei und ein Datenvolumen wird nicht belastet. Das Gerät ist abwärtskompatibel auch zum Analogradio mit Frequenzmodulation (FM). Die Funktionalität von DAB+, dass über die MOT SlideShow je nach Programmveranstalter Bilder (z. B. Cover des Musiktitels, Wetter, Stauinformationen, Studiowebcam, Schlagzeilen usw.) übertragen werden, wird vom LG Stylus 2 unterstützt, die Möglichkeit, eine Programmübersicht (Electronic Program Guide, EPG) zu übertragen, dagegen nicht.

### Emergency Warning Functionality
Mit dem Zusatzprotokoll Emergency Warning Functionality (EWF) können geeignete DAB+-Empfangsgeräte automatisch die Bevölkerung im Katastrophenfall warnen. EWF ist in das deutsche Modulare Warnsystems (MoWaS) eingebettet, das eine Ergänzung/Ersatz für klassische Sirenen darstellen soll. Seit 2016 ist es im Probebetrieb und seit Mitte 2022 sind erste Geräte für den Endkunden im Handel.

## Programme
Eine Übersicht der aktuell über DAB+ ausgestrahlten Programme findet sich in der Liste der DAB-Sender in Deutschland.